# Bernstadt auf dem Eigen
Bernstadt auf dem Eigen, Bernstadt a.d. Eigen (górnołuż. Bjenadźicy, pol. hist. Biernacice) – miasto w Niemczech, w kraju związkowym Saksonia, w okręgu administracyjnym Drezno, w powiecie Görlitz, siedziba wspólnoty administracyjnej Bernstadt/Schönau-Berzdorf. Miasto leży w granicach historycznych Łużyc, a w XIV wieku przynależało także do Dolnego Śląska.

## Nazwa
Pierwotną nazwą miejscowości była łużycka nazwa Bernacice. Po podbiciu w średniowieczu Słowian połabskich z plemion Serbów lużyckich mieszkających na Łużycach nazwa została później zgermanizowana na Bernstadel, a później na Bernstadt.

## Historia

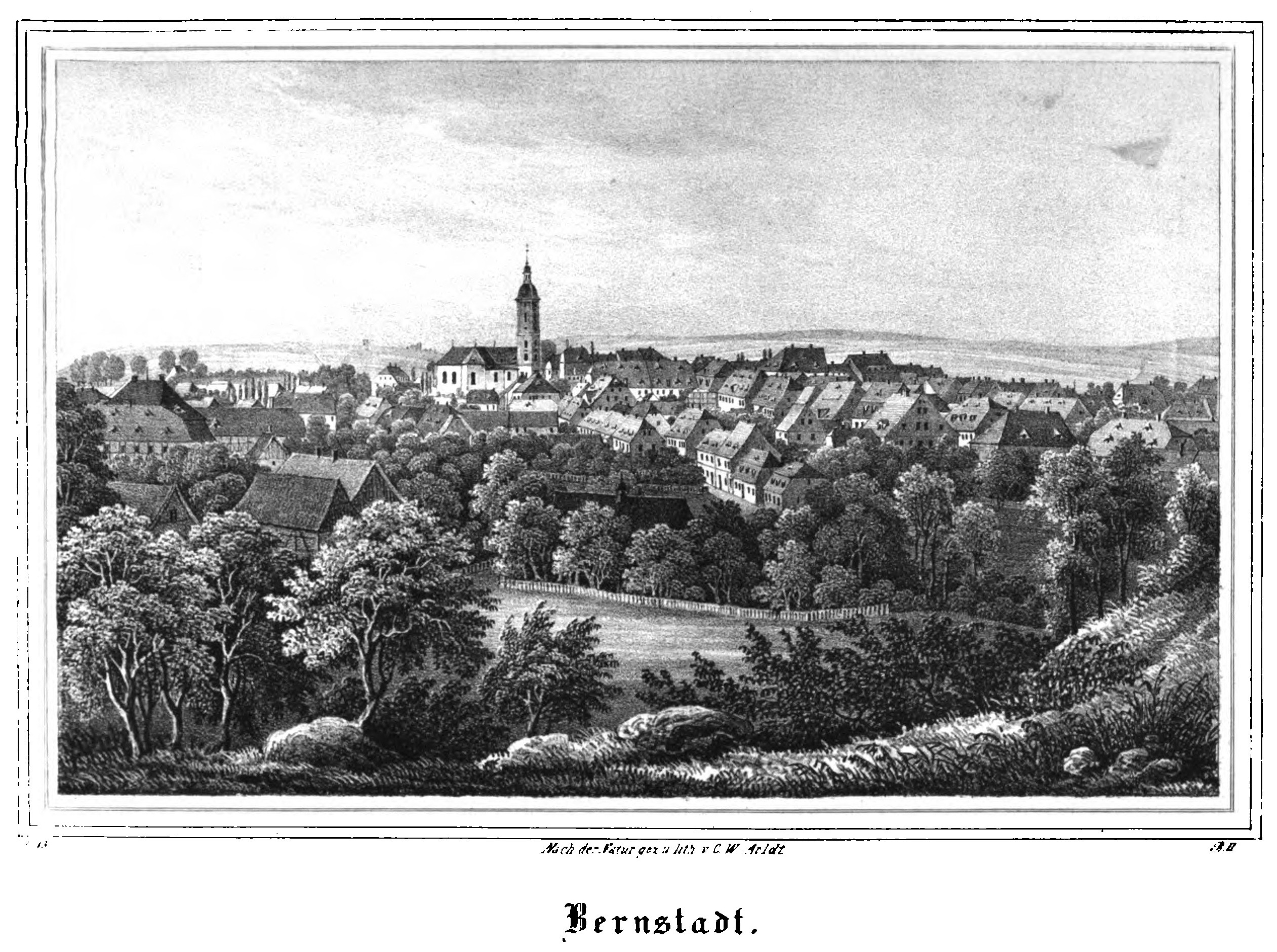
XIX-wieczna panorama miasta

Miejscowość wzmiankowana w dokumencie biskupa miśnieńskiego w 1234. Istniał już wówczas kościół, rozbudowany w 1250. W 1280 osada została już nazwana miastem, a w 1285 przeszła na własność klasztoru Marienstern. Od 1319 sięgały tu granice piastowskiego księstwa jaworskiego, jednego z polskich księstw dzielnicowych na Śląsku. W 1320 książę Henryk I jaworski przekazał wieś Kunnersdorf (część miasta od 1957) klasztorowi Marienstern. W 1352 sukiennicy flamandzcy osiadli w mieście otrzymali prawo założenia cechu. W 1429 roku miejscowość została zniszczona przez husytów, w 1631 została splądrowana przez wojska cesarskie, a w 1686 roku poważnie ucierpiała z powodu pożaru.
W 1545 miasto utraciło swe przywileje, by je odzyskać w 1554. Regulowały one m.in. kwestie warzenia i sprzedaży piwa. W XVIII wieku dochodziło do konfliktów wskutek zakupów piwa z innych miast przez miejscowych pastorów oraz nauczyciela. Sprzedaż konkurencyjnego piwa ze Zgorzelca i Żytawy w tawernach w okolicznych wsiach doprowadziła do skargi miejscowych browarników w 1743–1744 i procesu z udziałem króla Augusta III Sasa, w wyniku którego zezwolono na niewielką sprzedaż zgorzeleckiego i żytawskiego piwa.
W czasie wojny siedmioletniej (1756–1763) od 1757 miasto okupowały Prusy, a podczas wojen napoleońskich w 1813 przez miasto przeszły wojska rosyjskie. W 1828 miał miejsce wielki pożar, spłonęło 140 domów. Wraz z 31 grudnia 1852 zakończył się okres przynależności miasta do klasztoru Marienstern, i miasto przeszło w ręce Saksonii. Od 1871 w składzie Niemiec. I wojna światowa oraz ciężka zima w 1917 doprowadziły do szerzenia się głodu i licznych kradzieży, a u schyłku II wojny światowej 8 maja 1945 miasto zajęła Armia Czerwona.

## Zabytki
- kościół Najświętszej Marii Panny i Świętego Krzyża
- muzeum lokalne
- rynek z XIX-wiecznymi kamieniczkami i fontanną z "osią Ziemi"
- dworzec dawnej kolei wąskotorowej z Herrnhut

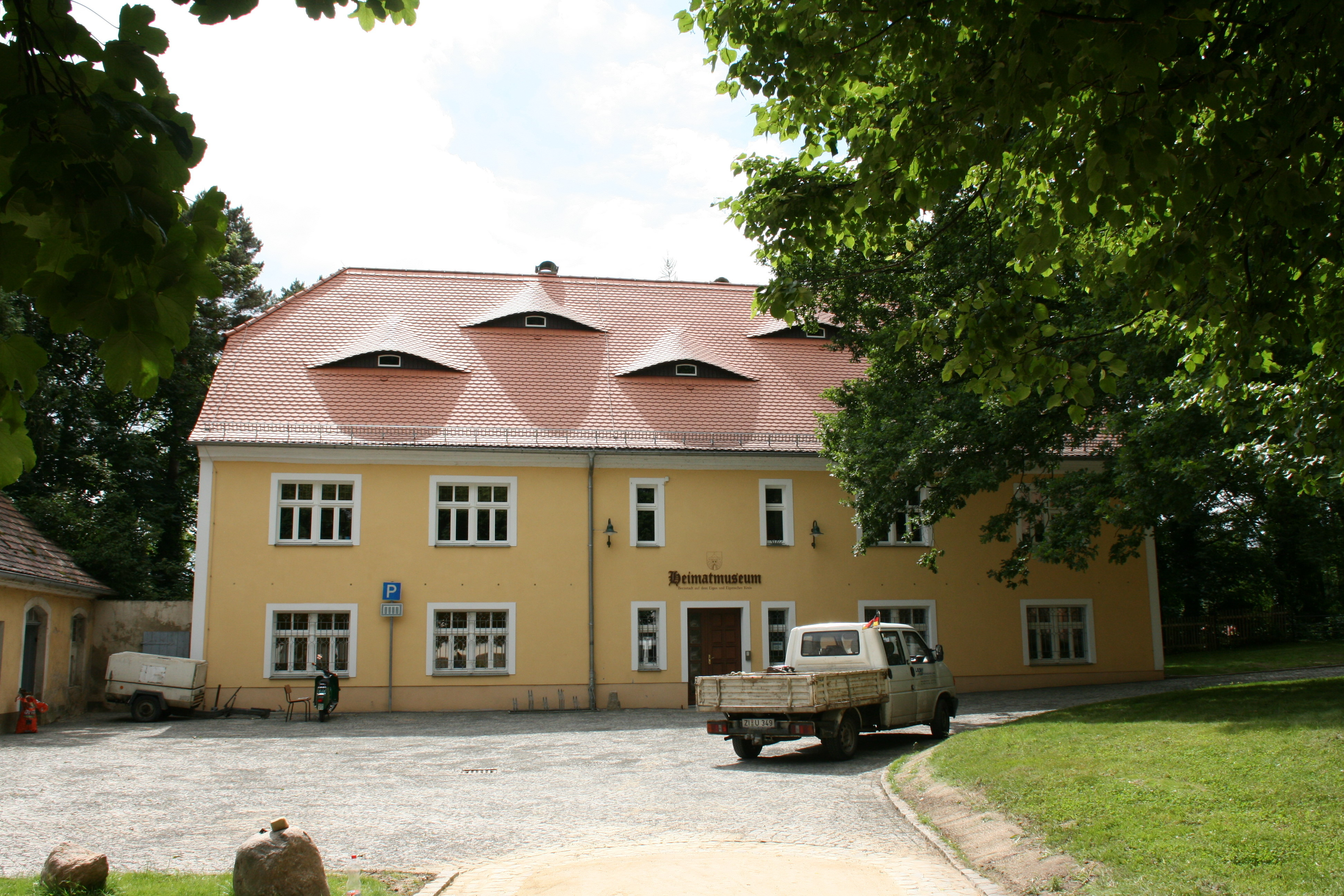
Muzeum miejskie
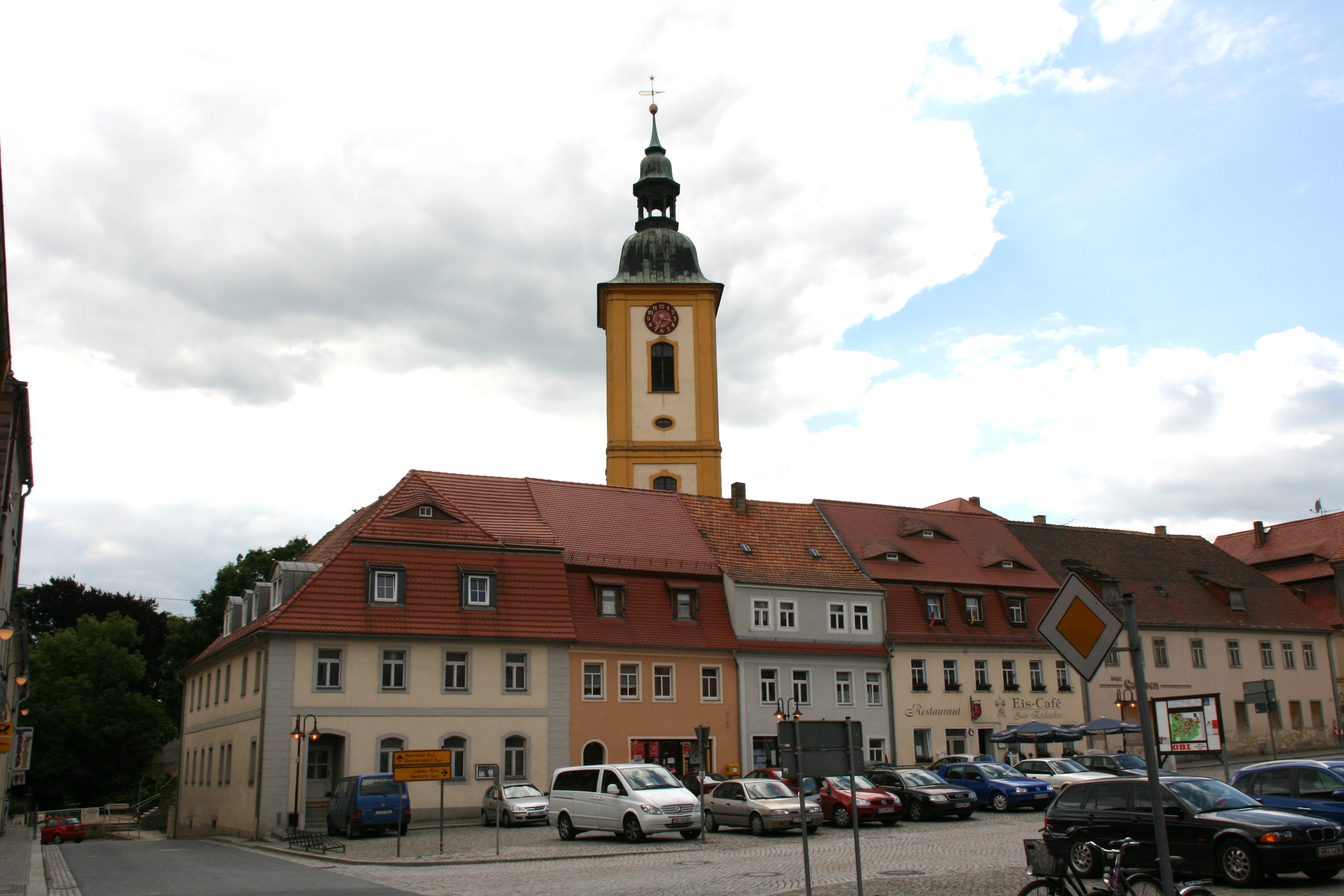
Domy przy rynku, wraz z restauracjami, w tle wieża kościoła ewangelickiego
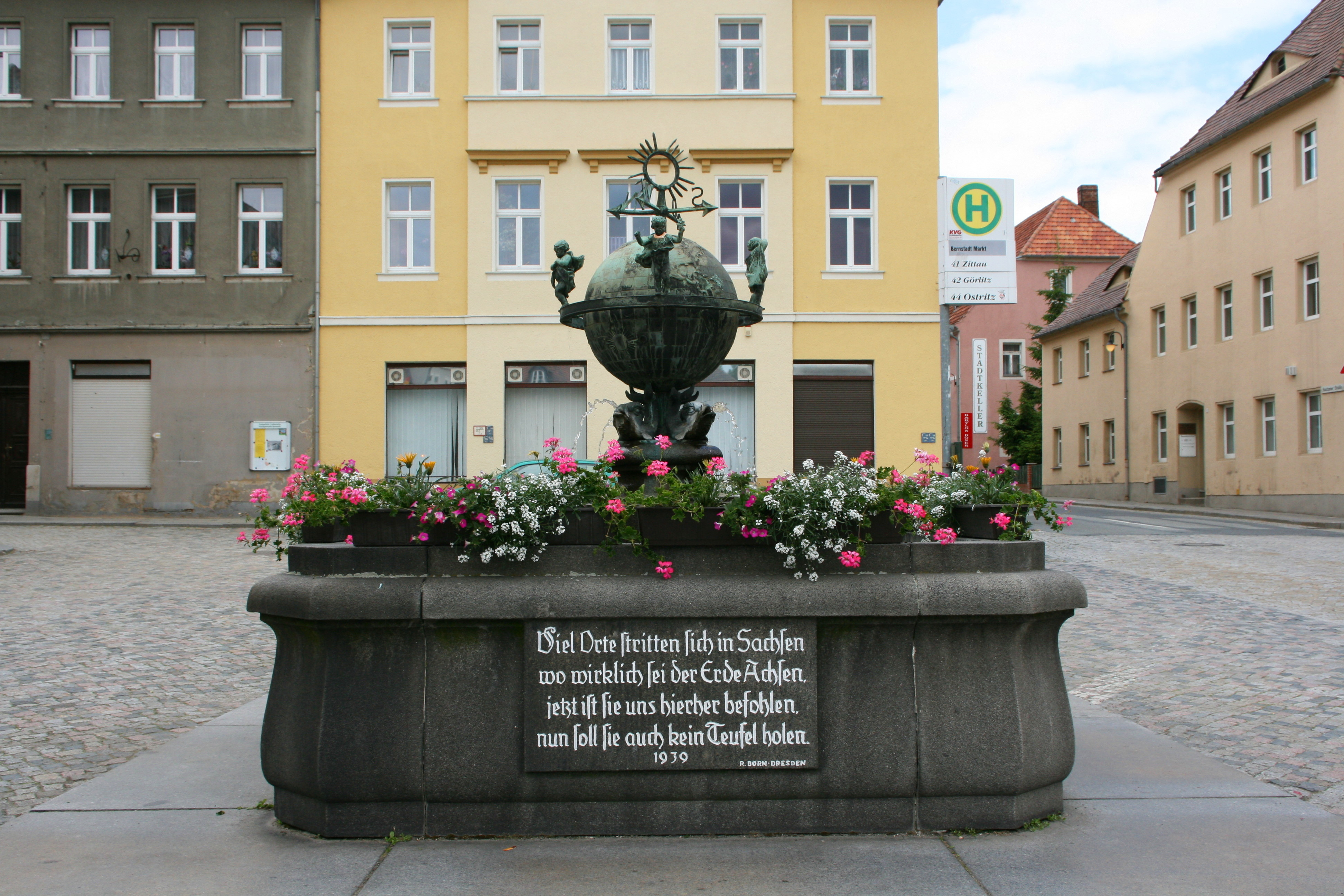
Fontanna z "osią Ziemi" na rynku
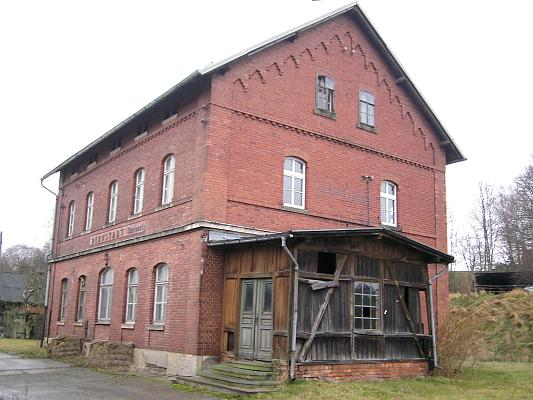
Dworzec dawnej kolei wąskotorowej z Herrnhut

## Współpraca
| Miasto                    | Kraj   |
| ------------------------- | ------ |
| Bernstadt Alb-Donau-Kreis | Niemcy |
| Bierutów                  | Polska |
| Zawidów                   | Polska |